# Bourg de Zhurihe
Le Bourg de Zhurihe (mongol : ᠵᠢᠷᠦᠬᠡ, VPMC : Jirүhe ; chinois : 朱日和镇 ; pinyin : zhūrìhé zhèn), est un bourg situé dans la Bannière droite de Sonid, 
Ce bourg abrite la Base d'entraînement de Zhurihe (zh) (中国人民解放军陆军朱日和合同战术训练基地)